# Kobaïano
El kobaïano es una lengua construida, creada por el baterista y compositor francés Christian Vander para su banda de rock progresivo Magma. Es el lenguaje de Kobaïa, un planeta ficticio inventado por Vander para una «ópera espacial» cantada en kobaïano en diez discos conceptuales de Magma.

## Desarrollo
El baterista y compositor francés Christian Vander formó la banda de rock progresivo Magma a fines del año 1969, en un intento para llenar el vacío dejado por la muerte del compositor y músico de jazz estadounidense John Coltrane. El primer álbum de Magma, también llamado Magma (posteriormente relanzado bajo el nombre Kobaïa), cuenta la historia de un grupo de refugiados que han huido desde una Tierra futura y se asientan en un planeta ficticio llamado Kobaïa. Las letras estaban todas en kobaïano, un lenguaje que Vander construyó para el álbum, algunas cantadas por solistas y otras por «coros masivos casi operáticos». Durante las tres décadas siguientes, Magma continuó la mitología de Kobaïa a través de nueve álbumes más, todos cantados en kobaïano.
Vander dijo en una entrevista que había inventado el kobaïano para Magma porque «el francés no era lo suficientemente expresivo. Ya sea para la historia como para el sonido de la música». Además, reveló que el lenguaje se desarrolló en paralelo con la música, y que los sonidos aparecían mientras componía en el piano, e incluso en sueños. Vander basó el kobaïano en elementos eslavos-germánicos y del scat-yodelling, estilo vocal estadounidense del cantante de jazz de vanguardia Leon Thomas. La subsecuente expansión del lenguaje fue un esfuerzo grupal, y como los integrantes de Magma iban cambiando, nuevas ideas eran incorporadas en el lenguaje y la música.
El crítico de música británica Ian MacDonald dijo que el kobaïano es "fonético, no semántico", y que está basado en "sonoridades, no en significados aplicados". Uno de los cantantes de Magma, Klaus Blasquiz, describe el kobaïano como un "lenguaje del corazón", cuyas palabras son "inseparables de la música". El experto en Magma Michael Draine dijo que "la abstracción entregada por el verso kobaïano parece inspirar a los vocalistas de Magma a alcanzar alturas de abandono emocional raramente permitidos por letras convencionales".
Las letras en kobaïano de los álbumes de Magma nunca fueron traducidas, pero pistas del despliegue de la historia de Kobaïa fueron entregados en francés en las notas de los álbumes. Mientras el propósito original del lenguaje fue evitar la sobre exposición, lexicones no oficiales de kobaïano en línea fueron creados por fanáticos de Magma, y el mismo Vander ha traducido muchas de las palabras.

## Influencia
Christian Vander llamó a la música de Magma Zeuhl ("celestial" en kobaïano), y ésta ha influenciado a muchas otras bandas, en su mayoría francesas, incluyendo a Zao (Francia), Art Zoyd (Francia) y Univers Zero (Bélgica). Posteriormente, el Zeuhl se convirtió en un género musical, el cual se usó para describir a la música similar a la de Magma. Con el tiempo, han aparecido varias bandas Zeuhl japonesas, incluyendo a Ruins y a Kōenji Hyakkei, cuyas letras también son cantadas en lenguajes construidos similares al kobaïano.